# Ramiz Melikaslanov
Ramiz Melikaslanov (en azéri: Ramiz Lütfəli oğlu Məlikaslanov), né en 1942 à Bakou, est un chef d'orchestre, artiste du peuple de la République d'Azerbaïdjan (1991) et professeur (1993)azerbaïdjannais.

## Biographie
Ramiz Melikaslanov est natif du Karabakh. Son grand-père Khoudadat Melik-Aslanov est l'un des fondateurs de l'Azerbaïdjan indépendante, député, ministre des Chemins de fer, l'un de ceux qui ont signé la loi sur la formation de l'Azerbaïdjan. Son père est professeur et docteur en sciences techniques et travaillait à l'Institut de pétrole de Bakou.
Il est diplômé du Conservatoire de Saint-Pétersbourg.

### Carrière
Son premier essai en tant que chef d'orchestre a lieu à Bakou au Théâtre d'opéra et de ballet M.F. Akhundov, où il dirige la pièce pour enfants Le petit chaperon rouge. En 1971, à l'âge de 28 ans, il devient chef d'orchestre principal de l'orchestre symphonique d'audiovisuel à l'invitation de Djahanguir Djahanguirov, son directeur artistique.
De 1977 à 1979, il travaille dans l'orchestre du Conservatoire du Caire. A son retour dans son pays natal, il dirige l'Orchestre de chambre d'État Gara-Garayev. 

### Succès
Ramiz Melik-Aslanov vit et travaille à Istanbul[Quand ?]. 
Il est chef de l'Orchestre symphonique de l'Université d'Istanbul. Il remporte le Grand Prix du concours international Caspi Art.